# Sahm (Unternehmen)

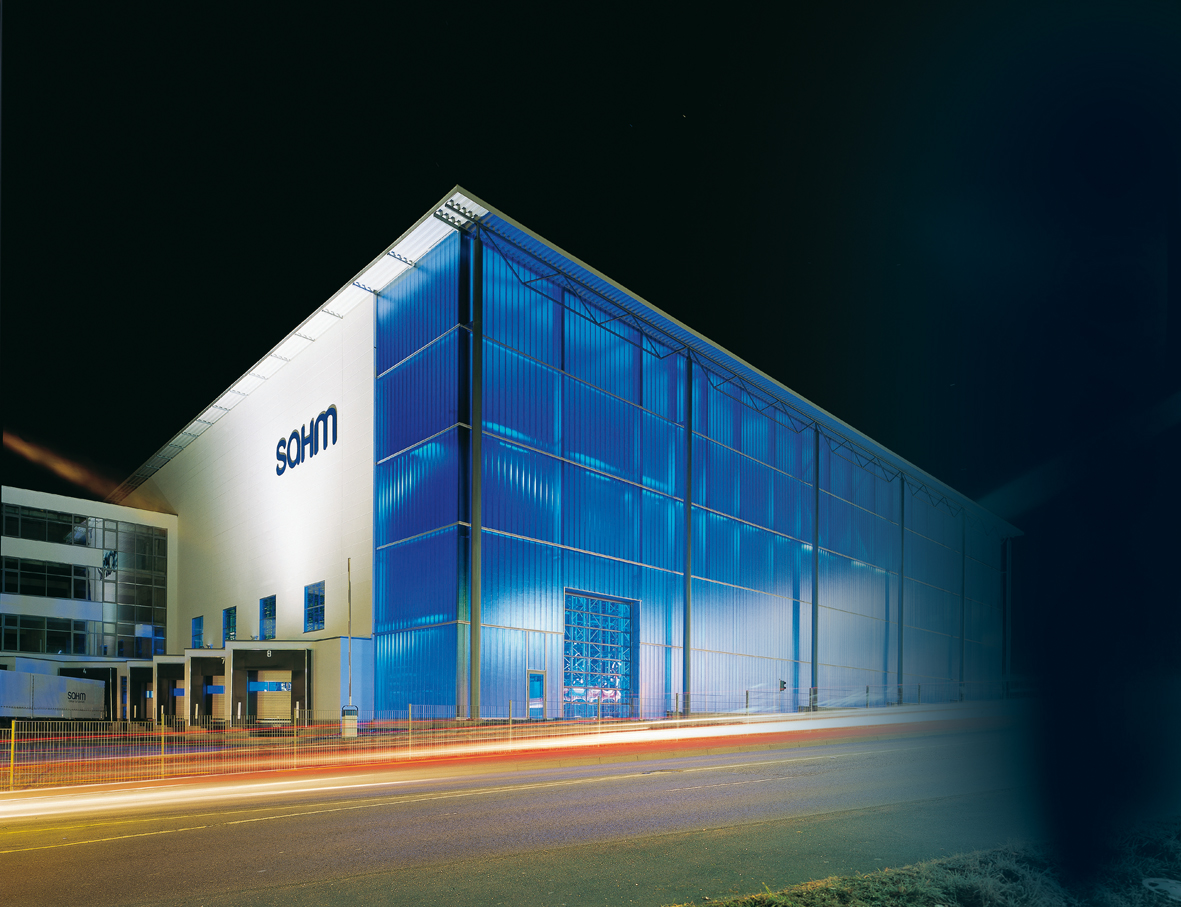
Sahm-Logistik Höhr-Grenzhausen

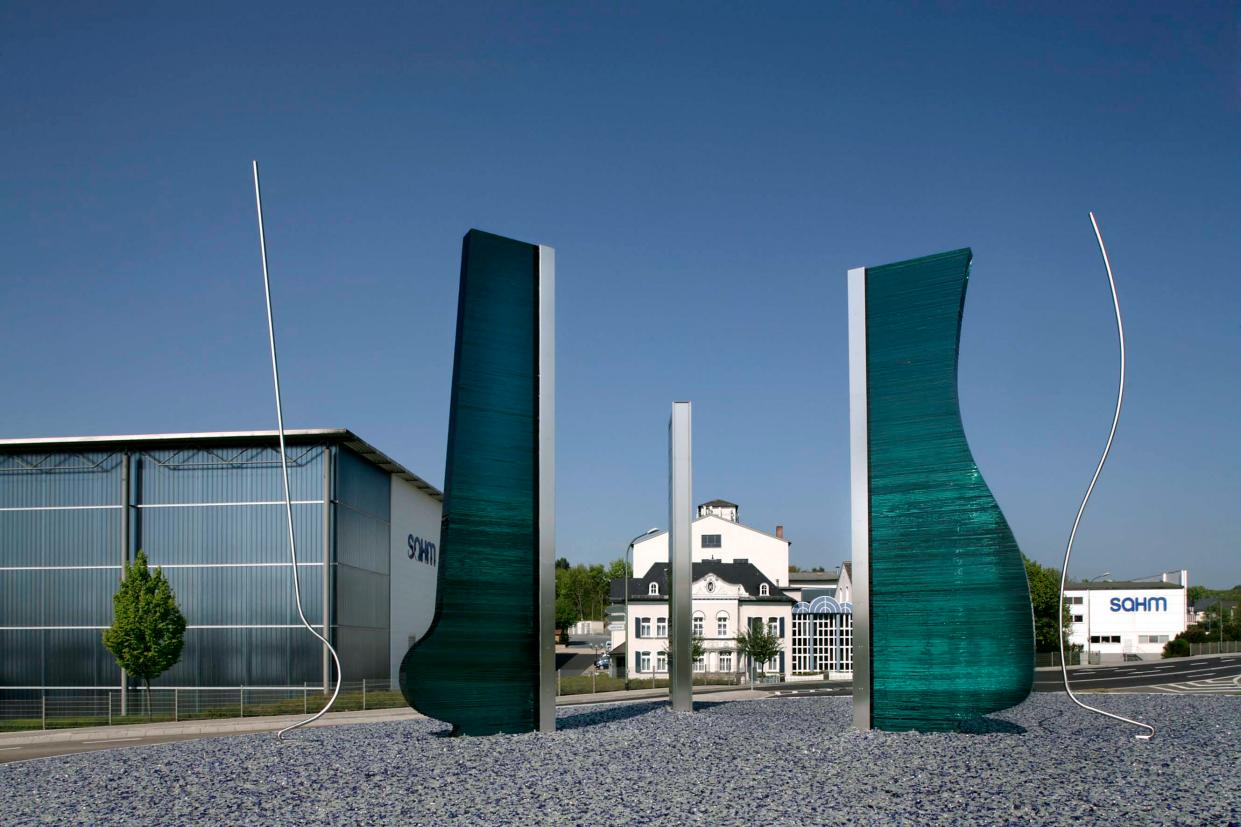
Sahm-Glasskulpturen

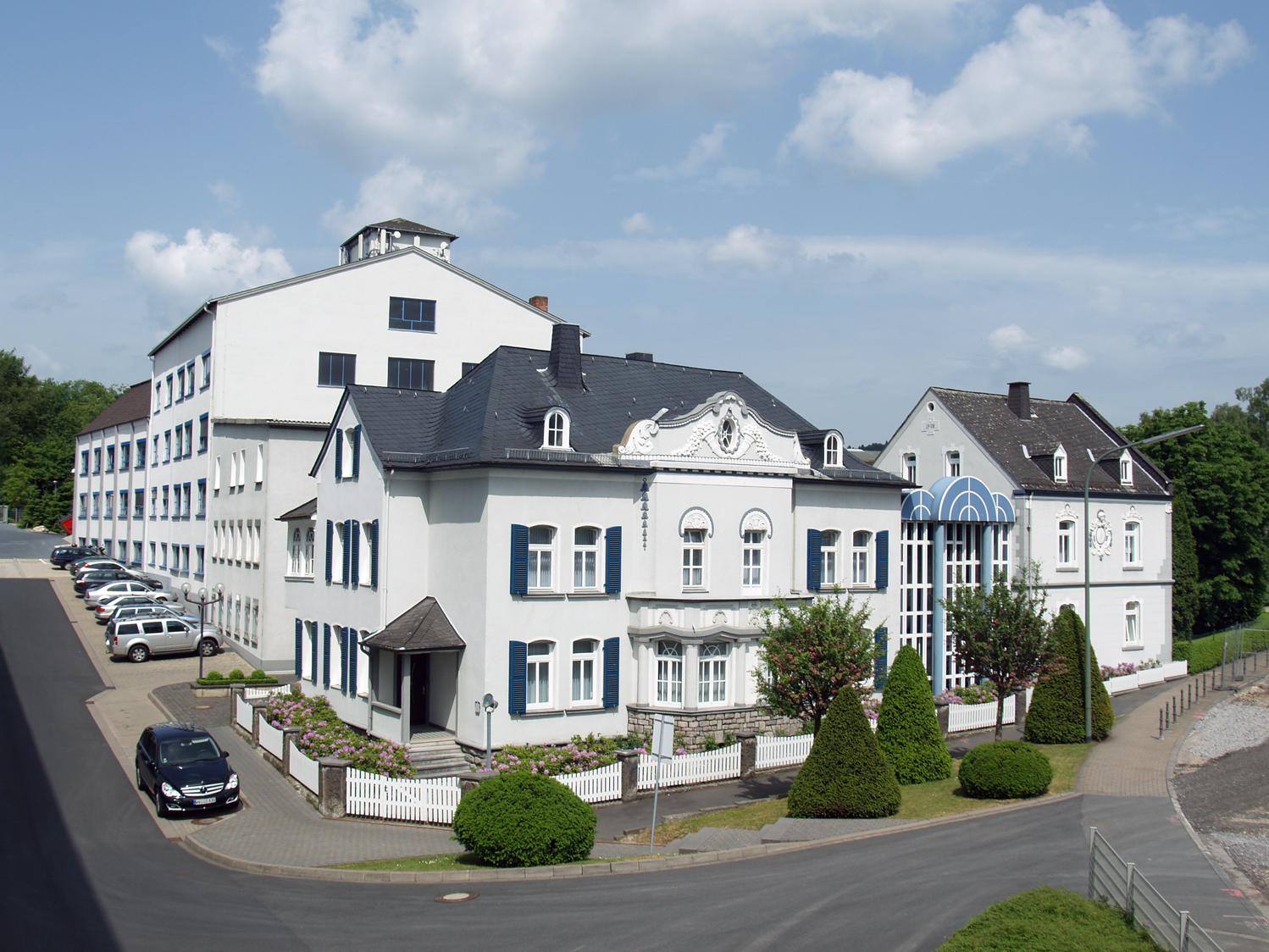
Sahm alte Villa

Sahm ist ein Hersteller für Glas- und Dekorgestaltung sowie die Dekoration von Trinkgläsern mit Sitz in Höhr-Grenzhausen im Westerwald. Das Unternehmen wurde 1900 gegründet und gehört mit 80 Millionen dekorierten Gläsern und einem Jahresumsatz von 74,5 Millionen Euro 2013 zu den weltweit führenden Anbietern von Gläsern für die Getränkeindustrie. Das Unternehmen wird von Michael Sahm, Torsten Völkel und Paul Goller geleitet und beschäftigte 379 Mitarbeiter an den Standorten Höhr-Grenzhausen, Prag, Bratislava, Kiew, Toledo (Ohio) und Langfang (China) (Stand 12/2020). Sahm ist insbesondere spezialisiert auf die Gestaltung von Markengläsern für Brauereien und andere Getränkehersteller.

## Geschichte
Im Jahr 1900 gründete Emil Sahm (* 1878) das Unternehmen als Zinngießerei und produzierte Deckel für Bierkrüge. Acht Jahre nach der Gründung begann Sahm mit der Bierglasmalerei. Den Ersten Weltkrieg überstand das Unternehmen weitgehend unbeschadet. Der Bruder von Emil Sahm, Eugen Sahm (* 1887), machte sich 1919 als Händler für Steinzeug selbständig, und entwickelte sein Unternehmen ebenfalls zu einem Glasveredler, der heutigen RASTAL GmbH & Co. KG mit Sitz im selben Ort. Eine Zusammenarbeit wurde mehrfach diskutiert, jedoch nicht umgesetzt. Stattdessen treten die beiden Familienteile als Hauptwettbewerber gegeneinander an.
Sahm beschäftigte 1939 rund 90 Mitarbeiter. Während des Zweiten Weltkriegs kam die Produktion praktisch zum Erliegen. 1945 wurde die Produktion mit nur acht Mitarbeitern wieder aufgenommen, wobei die Geschäftsleitung neben dem Gründer Emil Sahm durch dessen Sohn Kurt Sahm sowie den Schwiegersohn Willy Völkl erweitert wurde. Dem Glasveredelungsbetrieb wurde eine Abteilung angegliedert, die ausschließlich Biergläser und sonstige Gläser individuell bemalte, um die wachsende Nachfrage von Brauereien nach Biergläsern für Sammlerzwecke zu bedienen. 1970 erfolgte die Übernahme der Geschäftsleitung durch Wilfried Geissler-Sahm, den Schwiegersohn Kurt Sahms.
Nach der deutschen Wiedervereinigung und der Öffnung der Märkte in Zentral- und Osteuropa gründete das Unternehmen 1991 eine Tochterfirma in Tschechien sowie Niederlassungen in der Ukraine und der Slowakei. 2007 wurde ein Dekorationswerk in Langfang (China) in Betrieb genommen. Im Oktober 2013 wurde ein weiterer Produktionsstandort für die USA und Kanada in Toledo (Ohio) in Betrieb genommen.

## Glas und Dekorgestaltung

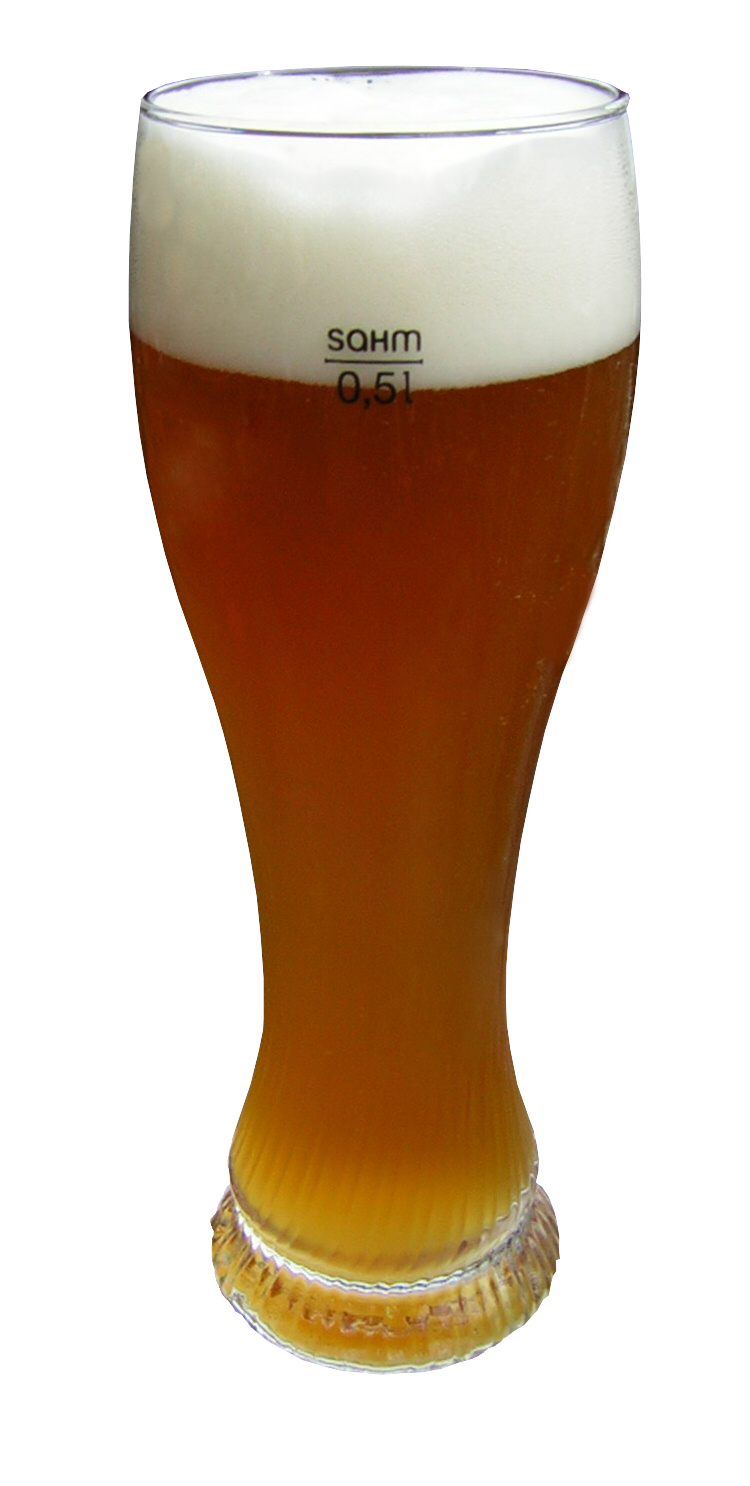
Weizenbierglas

Einige Produkte von Sahm wurden in Zusammenarbeit mit internationalen Gestaltern wie Michael Boehm, Matteo Thun, Rony Plesl und Jutta Hohngarten-Feistel gestaltet, für die einige mit Gestaltungspreisen wie dem Good Design Award, dem Red Dot Design Award und dem IF Product Design Award, geehrt wurden.
Zusammen mit dem Sommelierweltmeister Markus Del Monego entwickelt Sahm speziell auf das Geschmacksprofil von Bieren abgestimmte Gläser.

## Kulturförderungsaktivitäten
Sahm engagiert sich als Sponsor für unterschiedliche Projekte. So unterstützt das Unternehmen den World Beer Cup, der alle zwei Jahre in den Vereinigten Staaten ausgetragen wird. Darüber hinaus sponsert das Unternehmen die Weltmeisterschaften der Biersommeliers.